# Stockegöl (Nottebäcks socken, Småland)
Stockegöl är en sjö i Uppvidinge kommun i Småland och ingår i Alsteråns huvudavrinningsområde.